# Ururau da Lapa
GRES Ururau da Lapa é uma escola de samba de Campos dos Goytacazes. Seu nome é uma referência à figura mitológica do Ururau da Lapa, parte do folclore da cidade.

## História
Foi bicampeã nos anos de 2007 e 2008 e vice-campeã do Carnaval em 2009. Em 2010, com a divisão da liga, sagrou-se campeã pela LIESCAM. Com um enredo sobre a sua cidade, Campos, foi novamente vice-campeã em 2011.
Em 2012, sendo a última a desfilar no domingo, finalmente chegou ao título ao obter 192,7 pontos, superando por 7 décimos a segunda colocada, Mocidade Louca. Nesse desfile homenageou o escritor Osório Peixoto, que dá nome ao sambódromo da cidade. A comissão de frente, comandada por Pedro Fagundes, representava os personagens criados pelo escritor para o livro "A lenda do ururau". A escola também foi bastante elogiada pela crítica.

## Carnavais
| Ano  | Colocação   | Grupo    | Enredo | Carnavalesco          | Intérprete                                    | Ref                                       |
| ---- | ----------- | -------- | --- | --------------------- | --------------------------------------------- | ----------------------------------------- |
| 2006 | 4o lugar    | Especial | Os sonhos de um grande homem                                                                                  | Luiz Marques          |                                               |                                           |
| 2007 | Campeã      | Especial | Nossa terra, nossa gente                                                                                      | Luiz Marques          |                                               |                                           |
| 2008 | Campeã      | Especial | Viva Santo Antonio, Sao Pedro e Sao Joao... da Barra!!                                                        |                       |                                               |                                           |
| 2009 | Vice-campeã | Especial | Palavra de ordem:PAZ!                                                                                         | Luiz Marques          |                                               |                                           |
| 2010 | Campeã      | LIESCAM  | |                       |                                               |                                           |
| 2011 | Vice Campeã | Especial | Campos, minha cidade, meu amor                                                                                | Wallace Vicente Paula |                                               | [ 8 ]                                     |
| 2012 | Campeã      | Especial | Das letras ao asfalto: Osório mais popular do que nunca Compositores: Francisquinho Caldas e Agenor Nogueira. | Luiz Marques          |                                               | [ 9 ]                                     |
| 2013 | Vice Campeã | Especial | Simplesmente Maria Compositor: Toninho Chita                                                                  | Luiz Marques          |                                               | [ 10 ] [ 11 ]                             |
| 2014 | Vice Campeã | Especial | Vai começar a Copa no país do futebol, meu jacaré vira mascote. Sou brasileiro! Sou Ururau!                   | comissão de carnaval  |                                               | [ 12 ] [ 13 ] [ 14 ] [ 15 ] [ 16 ] [ 17 ] |
| 2015 |             | Especial | Que Rei sou eu? Do castelo real à corte do carnaval                                                           | Luiz Marques          | Ninil, Daniel, Dudu, Claudinho, Júnior Goiaba |                                           |

- Commons